# Amsonia rigida
Amsonia rigida är en oleanderväxtart som beskrevs av Robert James Shuttleworth och John Kunkel Small. Amsonia rigida ingår i släktet Amsonia och familjen oleanderväxter. Inga underarter finns listade i Catalogue of Life.